# Pyramica kerasma
Pyramica kerasma är en myrart som först beskrevs av Bolton 1983.  Pyramica kerasma ingår i släktet Pyramica och familjen myror. Inga underarter finns listade i Catalogue of Life.

## Bildgalleri

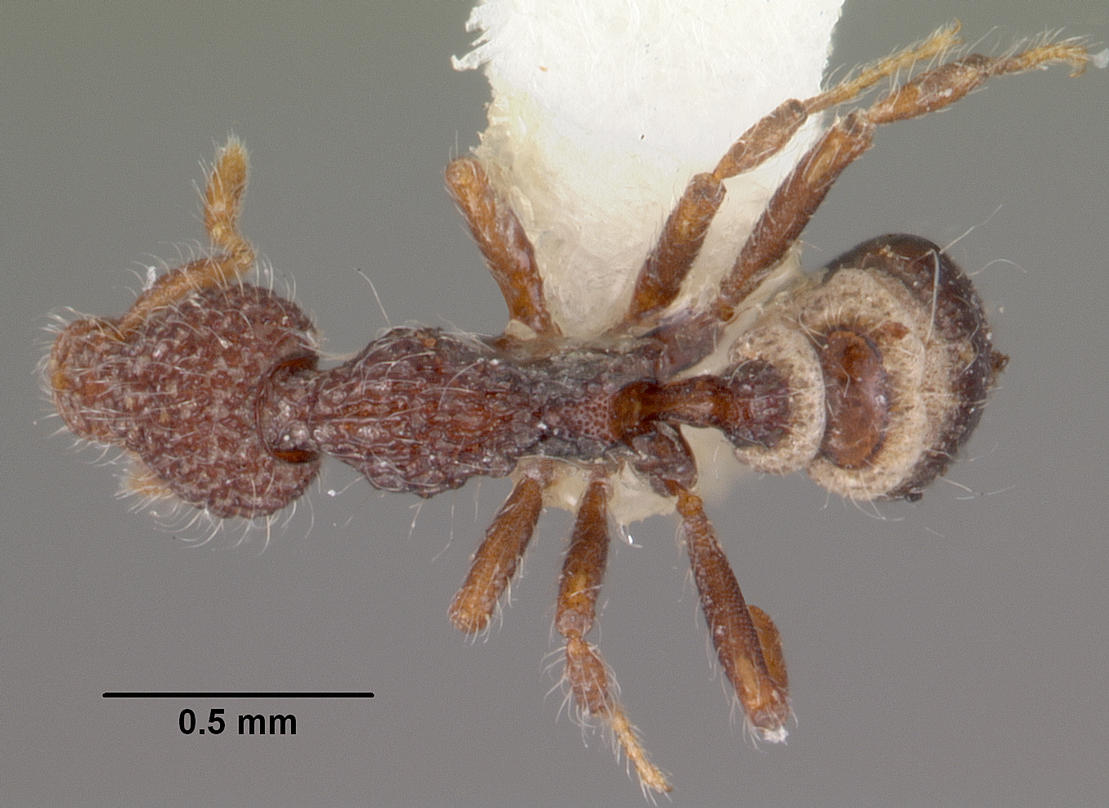
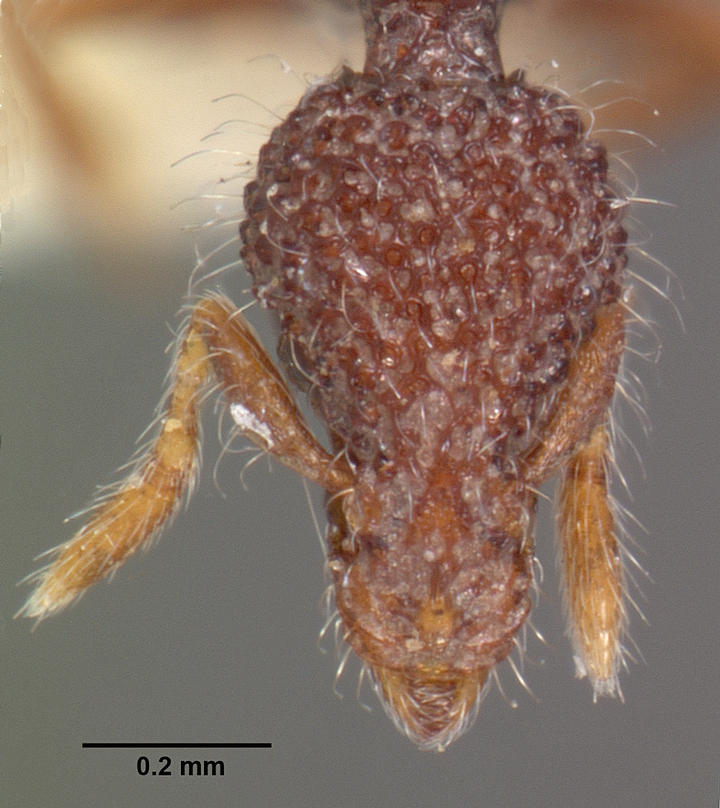
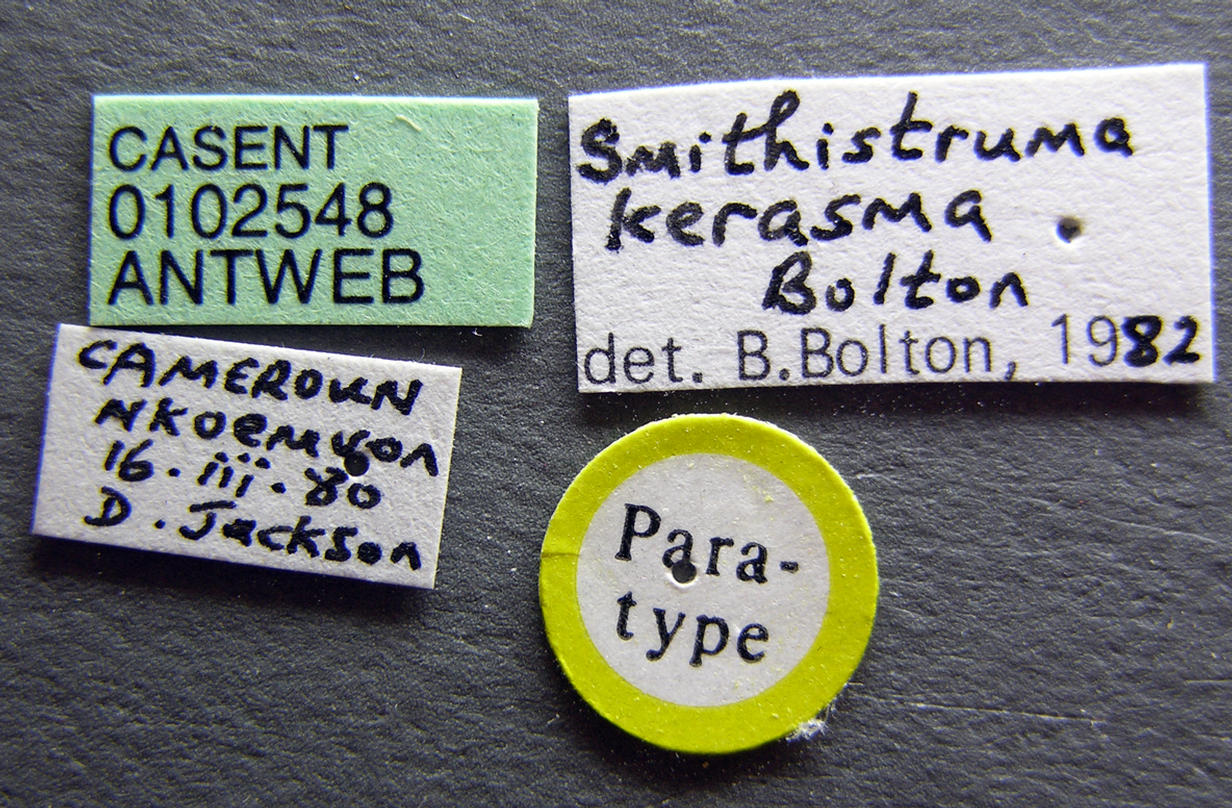
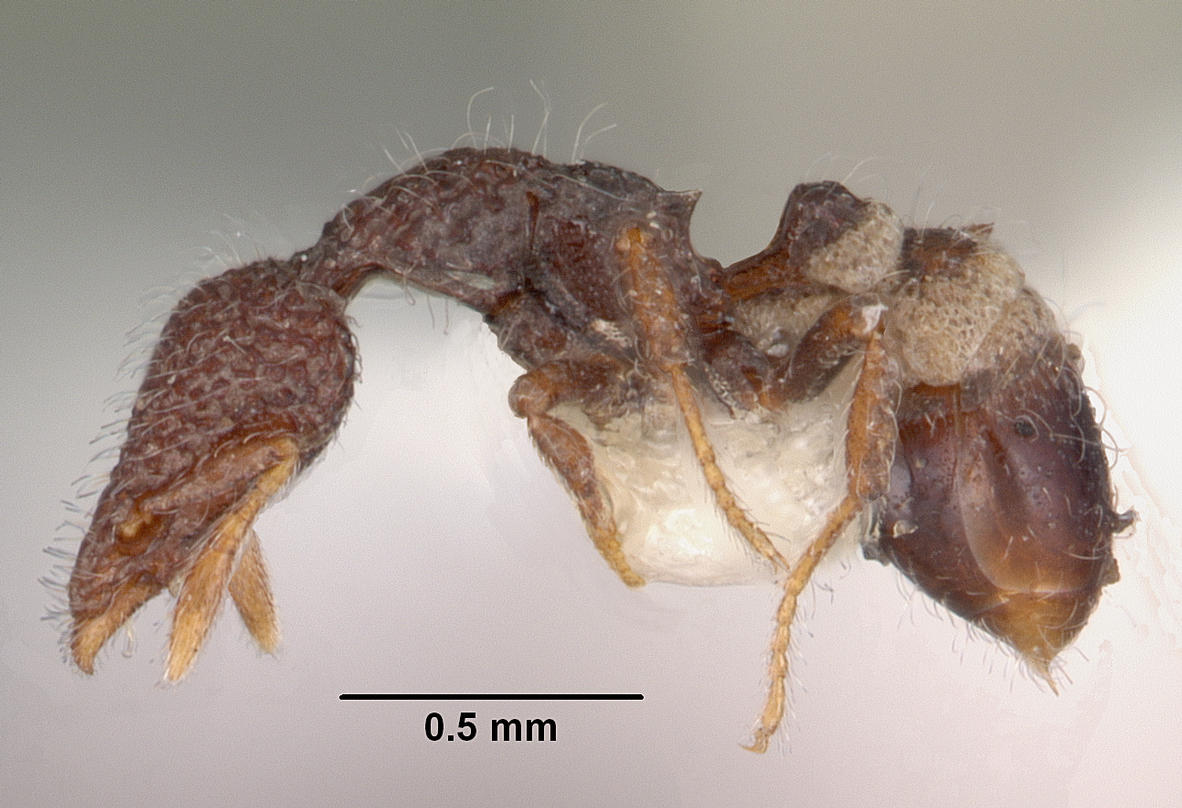